# ادویناس دورتارتاس
ادویناس دورتارتاس (به انگلیسی: Edvinas Dautartas) (زادهٔ ۲۸ اوت ۱۹۸۷) شناگر اهل لیتوانی است.